# Diede de Groot
Diede de Groot (Woerden, 19 de dezembro de 1996) é uma tenista da modalidade de cadeira de rodas profissional holandesa, atual número um em simples e duplas.
De Groot já foi campeã por 39 vezes em Grand Slams, tendo conquistado um recorde conjunto de 21 títulos em simples e 18 em duplas. De Groot teve uma seqüência de três anos e 145 partidas consecutivas de vitórias em simples, desde uma derrota em fevereiro de 2021 para Yui Kamiji, até uma derrota em maio de 2024 para Li Xiaohui. Durante essa sequência, ela alcançou o primeiro Super Slam na história do tênis ao ganhar todos os quatro títulos principais, a medalha de ouro paraolímpica e o título de Masters de tênis em cadeira de rodas no individual feminino em 2021. No ano seguinte, ela se tornou a primeira jogadora em qualquer modalidade de tênis a defender o Grand Slam e vencer todos os quatro principais eventos em dois anos consecutivos, e fez isso mais uma vez em 2023. Durante o Aberto de França, de Groot ultrapassou 100 vitórias consecutivas em partidas de simples.
Nas duplas, de Groot também completou o Grand Slam em 2019, ao lado de Aniek van Koot. Além de seus títulos principais, de Groot ganhou vários títulos de Masters de Tênis em Cadeira de Rodas entre 2016 e 2018 em simples e duplas, bem como medalhas de ouro em ambas as disciplinas nas Jogos Paralímpicos de Verão de 2020.